# 妮娜與兔子與魔法戰車
《妮娜與兔子與魔法戰車》（日语：／ Nīna to Usagi to Mahō no Sensha）是日本輕小說作家兔月龍之介著作、插畫家BUNBUN負責插圖，2010年9月由集英社Super Dash文庫發行，並獲得第9届SD小說新人獎大賞。該作漫畫化由藪口黑子負責，在《Super Dash & Go!》（集英社）連載。另外，繁體中文版由葉廷昭翻譯、青文菁英文庫代理出版，2013年12月25日初版首刷發行。兔月龍之介其後基於此作於網路小說平台KAKUYOMU上連載《米奇與兔子與機械迷宮》（ミキとうさぎと機械の迷宮）。

## 故事大綱
五年前投下的新型魔法炸彈貌似終止了國與國之間的戰爭。戰役雖然結束，但是戰鬥卻從未終止過。由於魔法炸彈而暴走的無人戰車「野戰車」，仍然威脅著人們的日常生活。
妮娜則是受戰禍牽連而浪跡天涯的少女。某日妮娜因偷取婚禮會場的食物時被逮個正著，她本來已經有了伏法的覺悟，但這時來了一群搭乘魔動戰車的少女赦免了妮娜。這群人就是保護城鎮免受戰爭衍生的災禍「野戰車」侵襲的私立戰車隊，通稱「無頭群兔」的成員。隨後鎮上響起了野戰車進犯的警報，群兔正好欠缺一位砲手，而妮娜以前曾經有駕駛戰車的經驗，於是妮娜順利成章地成為了群兔新的砲手，為鎮民的平和生活而奮鬥。

## 登場人物
※声優列表按照廣播劇CD編寫，譯名主要採用菁英文庫本。

### 主要人物
妮娜（聲：悠木碧）
本作主人公，12歲。因戰爭被父母售予他人，但在魔法炸彈爆炸時成功逃脫，輾轉被「群兔」收留成為砲手。
桃樂絲
聲：川澄綾子
「群兔」戰車長，20歲。
奇奇
聲：喜多村英梨
「群兔」接續手。愛称為「奇奇」（キキ）。平日非出勤時在工廠兼職整備工人。因在大戰時右胸負傷，受傷勢影響變得無法釋放魔力。
愛爾紗·阿多拉巴魯特
聲：戸松遥
「群兔」操縱手。平日非出勤時在麵包店工作。
克兒
聲：花澤香菜
「群兔」動力手。愛称為「克兒」（クー）。平日非出勤時進行翻譯工作，受魔彈爆炸影響變得嗜睡。
小櫻
聲：田村由香里
「群兔」裡負責家務的毒舌僕人。
愛麗絲
「群兔」戰隊所屬的少女。平日非出勤時與妮娜同樣在醫生的辦事處工作。
醫生
本名為魯道夫·豪瑟（ルドルフ·ハウザー），妮娜等人所居住的安佛列格鎮的鎮長，原軍醫。
貝雅莉潔·卡克蘭德
醫生的秘書。對醫生抱有好感，同時也是位優秀的魔女。

### 其他登場人物
辛希雅／莫妮卡
私立戰車隊「白鴿」（ピジョンズ）的双胞胎姊妹。姊辛希雅司職戰車長、妹莫妮卡擔任砲手，辛希雅於據點J戰役中戰死，及後由莫妮卡繼任戰車長。
亞德力歐·馬德卡特
原泰蘭合眾國陸軍上校，特A級戰犯，「掀起戰爭的十人」其中一人。
蒂歐多萊
年僅十七歲就擔任艾坦市市長的貴族大小姐。
雷奧納多
蒂歐多萊的近衛騎士。
索尼婭
妮娜的妹妹，像少年般活潑的僕娘。
沃夫
佛克西歐共和國陸軍中將，猫派。認為人類並不會與持相同理念之人相爭，只要所有人秉持同一想法，便會天下太平，並以此唯一解發動戰爭。

## 作品特殊用語
魔法板
表面刻有魔法符文的特殊金属板。咬在口中可將魔力注入到右胸部被稱為「第二心臟」的器官，並可根據法術觸發魔法。
魔動戰車
以魔法為驅動的戰車。
野戰車
新型魔力爆彈投下後開始暴走的流浪魔動戰車，思考力幾乎為零，透過名為「巢」的魔力母体獲得半永久性的魔法不停行駛。
「無頭群兔」
既是私立戰車隊「群兔」（ラビッツ）的尊称、同時也是蔑称。

## 作品世界觀

### 世界主要構成国家
佛克西歐共和國（フィクシオ共和国）
作品的主要舞台，曾與阿克西亞帝國發生戰爭。
原阿克西亞帝國（アーケシア元帝国）
愛爾紗的故鄉。戰後被瓜分管治。
席巴雷爾社會主義聯邦（シヴァレル連邦）
控制並高壓統治索爾夏的社會主義國家，與佛克西歐接壤。
索爾夏共和國（ソルシャ共和国）
妮娜的故鄉。大陸邊陲的極北小国，現正發生大規模内乱。

克兒的故鄉，擁有300年以上歷史的君主制政權國家。
秋津国（秋津国）
小櫻的故鄉，為大戰時阿克西亞的同盟国。魔法炸彈的引爆地、因此戰後近一半国土消失殆盡。
泰蘭合眾國（タイラン合衆国）
愛麗絲的祖国。
布里塔尼亞（ボリタニア）
桃樂絲的祖国，該國人主要特徵為紅髮和褐色肌膚。

## 出版書籍

### 小說
| 卷數 | Super Dash文庫 | Super Dash文庫         | 菁英文庫       | 菁英文庫               |
| 卷數 | 發售日期       | ISBN                   | 發售日期       | ISBN                   |
| ---- | -------------- | ---------------------- | -------------- | ---------------------- |
| 1    | 2010年5月30日  | ISBN 978-4-08-630567-9 | 2013年12月25日 | ISBN 978-986-310-909-9 |
| 2    | 2011年11月30日 | ISBN 978-4-08-630589-1 | 2014年11月29日 | ISBN 978-986-356-181-1 |
| 3    | 2011年3月29日  | ISBN 978-4-08-630616-4 | 2015年5月6日   | ISBN 978-986-356-237-5 |
| 4    | 2011年11月30日 | ISBN 978-4-08-630644-7 |                |                        |
| 5    | 2012年2月29日  | ISBN 978-4-08-630667-6 |                |                        |
| 6    | 2012年6月27日  | ISBN 978-4-08-630681-2 |                |                        |
| 7    | 2013年2月27日  | ISBN 978-4-08-630726-0 |                |                        |
| 8    | 2013年6月30日  | ISBN 978-4-08-630741-3 |                |                        |

### 漫画
單行本全3卷（原作：兔月龍之介／漫畫：藪口黑子／角色原案：BUNBUN）
| 卷數 | 集英社        | 集英社                 | 青文出版社     | 青文出版社           |
| 卷數 | 發售日期      | ISBN                   | 發售日期       | EAN                  |
| ---- | ------------- | ---------------------- | -------------- | -------------------- |
| 1    | 2012年4月30日 | ISBN 978-4-08-782428-5 | 2015年5月6日   | EAN 471-80160-1290-5 |
| 2    | 2013年2月24日 | ISBN 978-4-08-782491-9 | 2015年12月17日 | EAN 471-80160-1593-7 |
| 3    | 2014年2月24日 | ISBN 978-4-08-782750-7 | 2016年3月16日  | EAN 471-80160-1676-7 |

## 廣播劇
- 『Super Dash & Go！』創刊第2号（2012年2月号）特別附錄（集英社，非賣品）[17]

## 外部連結
- 集英社DX文庫 - ニーナとうさぎと魔法の戦車（页面存档备份，存于）（日語）
- 兔月龍之介於PIXIV上撰寫《妮娜與兔子與魔法戰車 番外篇》（日語）
  - 番外篇1
  - 番外篇2
- 兔月龍之於KAKUYOMU上投稿《米奇與兔子與機械迷宮[永久]》（日語）
- Anitama上的專欄撰文轻小说《妮娜与兔子与魔法战车》推介：胜利是属于美少女的！（页面存档备份，存于）（简体中文）